# François Nicolas de Bar
François Nicolas de Bar, nome italianizzato in Nicolò Lorense (Bar-le-Duc, 1632 – Roma, 1695), è stato un pittore francese.
Nato nell'allora ducato di Lorena, all'epoca indipendente dal regno di Francia, si trasferì a Roma, dove svolse principalmente la sua attività di pittore. Relativamente poco conosciuto, il suo stile comincia a essere presentato come atipico nell'ambito della pittura Classica.

## Opere
- Orfeo e Euridice, 1654.
- Santa Caterina, tavola conservata nella Chiesa di San Nicola dei Lorenesi a Roma.
- La Visitazione, tavola conservata nella Chiesa di San Nicola dei Lorenesi a Roma.